# Bigtogo
Bigtogo est une localité du département de Pabré, dans la province de Kadiogo (région Centre) au Burkina Faso. En 2006, cette localité comptait 1 402 habitants dont 50,5 % de femmes.